# ORP Błyskawica
ORP Błyskawica (H 34) (Nederlands: Bliksem), was een Poolse torpedobootjager van de Gromklasse. Het schip is in 1936 gebouwd door de Britse scheepswerf J. Samuel White uit Cowes.
Het schip week tijdens de Duitse inval in Polen in 1939 uit naar het Verenigd Koninkrijk als voorzien in het Poolse plan Peking. Plan Peking omvatte in geval van een Duitse invasie het uitwijken van de drie Poolse torpedobootjagers Burza, Grom en Błyskawica naar het Verenigd Koninkrijk.